# Янкевич Назар Мар'янович
Наза́р Мар'я́нович Янке́вич (5 жовтня 2004, м. Ходорів — 12 лютого 2024, м. Авдіївка) — військовослужбовець Збройних сил України, учасник російсько-української війни, що загинув у ході російського вторгнення в Україну. Кавалер ордена «За мужність» ІІІ ступеня.

## Життєпис
Народився 5 жовтня 2004 в місті Ходорів.
Після початку повномасштабної війни, одразу зібрав речі та поїхав у Київ, 27 лютого вже був на АТЕКу. Його не хотіли брати через вік (17 років), але друг Сонце дозволив йому там залишитись у забезпеченні і де він перебував декілька місяців, а потім потрапив у роту охорони ССО «АЗОВ КИЇВ».
Навчався з артилеристами, потім вони поїхали на Запорізький напрямок, а Ян залишився чекати повноліття. Як тільки виповнилося 18 років, одразу підписав контракт з ІІІ ОШБр і поїхав на Бахмут, в ролі артрозвідника й оператора БПЛА. Перебував там всю зиму та весну, в травні зазнав поранення, повернувся в підрозділ.
Отримав нагороду «Хрест Хоробрих». Старший стрілець оператор 2-го штурмового відділення 2-го штурмового взводу 2-ї штурмової роти 2-го штурмового батальйону військової частини А4638.

## Загибель
Загинув 12 лютого 2024 під час оборони українського міста Авдіївка.